# Roche-aux-faucons
 (mai 2022).
Si vous disposez d'ouvrages ou d'articles de référence ou si vous connaissez des sites web de qualité traitant du thème abordé ici, merci de compléter l'article en donnant les références utiles à sa vérifiabilité et en les liant à la section « Notes et références ».

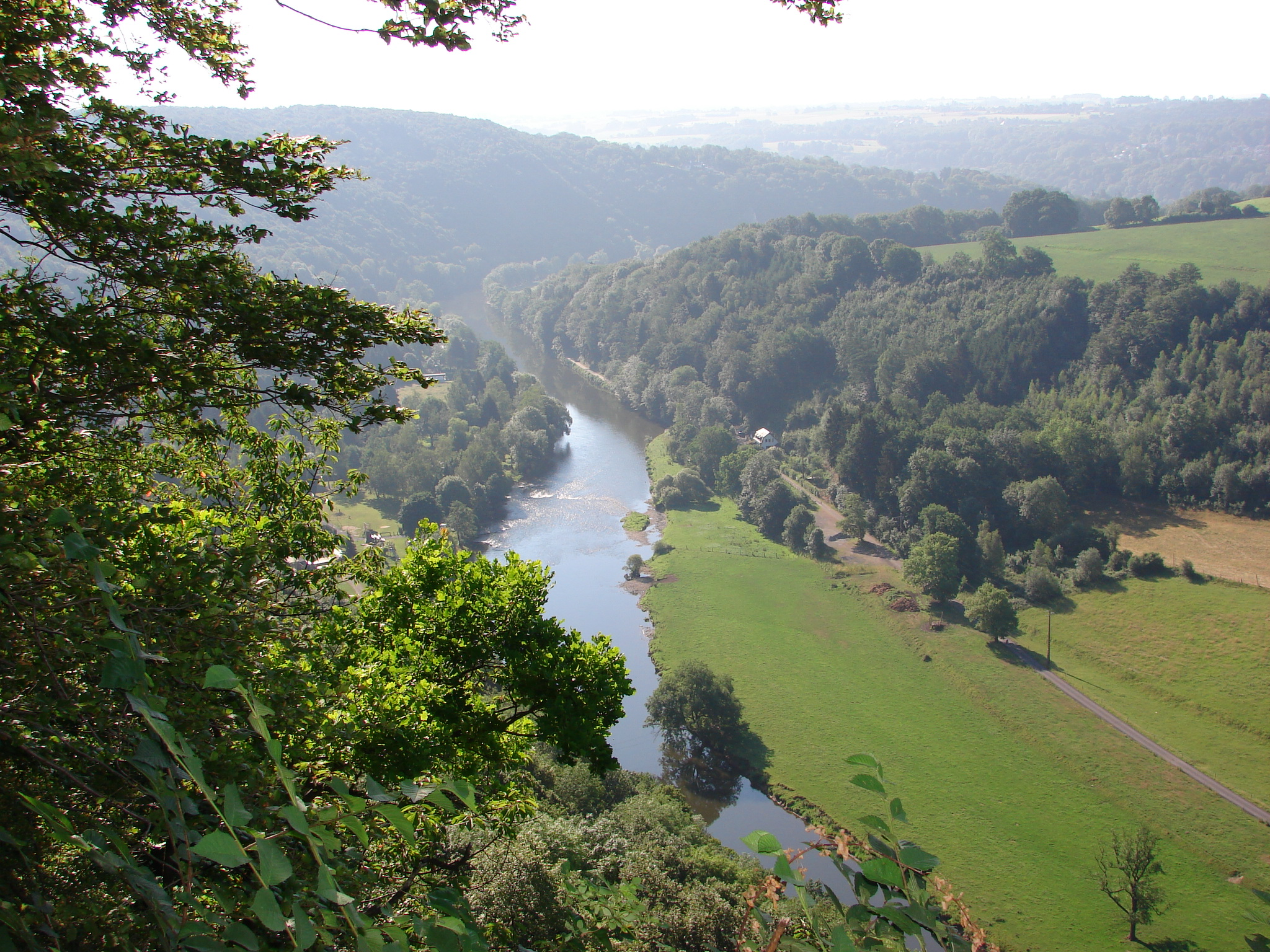
Vue sur l'Ourthe depuis la Roche-aux-faucons

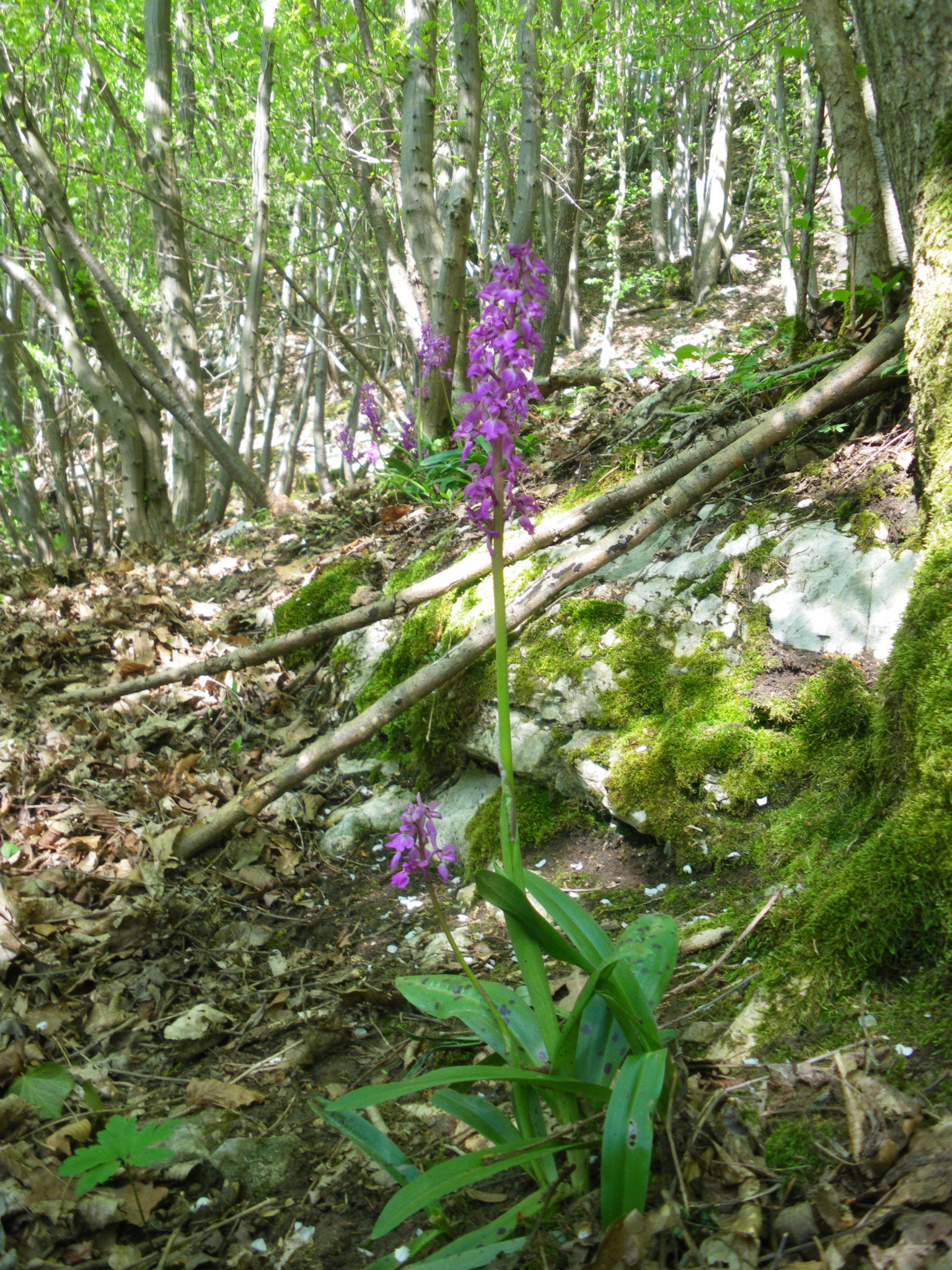
Orchis mâle à flanc de la Roche-aux-faucons

La Roche-aux-faucons est un lieu-dit et point de vue situé dans la commune de Neupré , dans la province de Liège, en Belgique, à une dizaine de kilomètres au sud de la ville de Liège.
Surplombant de 120 mètres la vallée de l'Ourthe, l'endroit doit son nom au fait qu'il était lieu de nidification, notamment de faucons pèlerins, disparus de ce lieu depuis 1958. La falaise elle-même est difficilement visible de la vallée, étant largement cachée par la végétation.

## Situation
La Roche-aux-faucons est une falaise surplombant la rivière de l'Ourthe, appartenant au bassin de la Meuse. L'aplomb de calcaire doit son origine au creusement d'un méandre de la rivière. Située à proximité du village d'Avister, la falaise surplombe les localités de Hony et de Fêchereux, et fait face à celle de Ham, située sur une large boucle de la rivière, dont la crête d'Esneux est la partie la plus étroite.
Le site est notamment emprunté par le sentier de grande randonnée 57.

## Géologie
La géologie calcaire du lieu est propice à diverses formations karstiques, dont plusieurs chantoirs situés à proximité du point-de-vue (notamment le Souffleur de Beauregard et la Triple Douve à l'ouest, et le Chantoir des Eaux sauvages, ou de Nomont, à l'est), et la doline Calembert. Les résurgences de Fêchereux et de Rosière, et surtout de Monceaux, plus en aval, recueillent les eaux perdues au pied des falaises.

## Flore
La flore est typique de ce type de sol, avec notamment la présence de plusieurs espèces d'orchidées du genre Orchis.

## Préhistoire
Une occupation du Mésolithique est attestée par la découverte d'objets taillés en silex ou en grès-quartzite. Des découvertes ont également eu lieu en contrebas, à Fêchereux. Le résultat de ces fouilles est visible au Musée Curtius, à Liège.

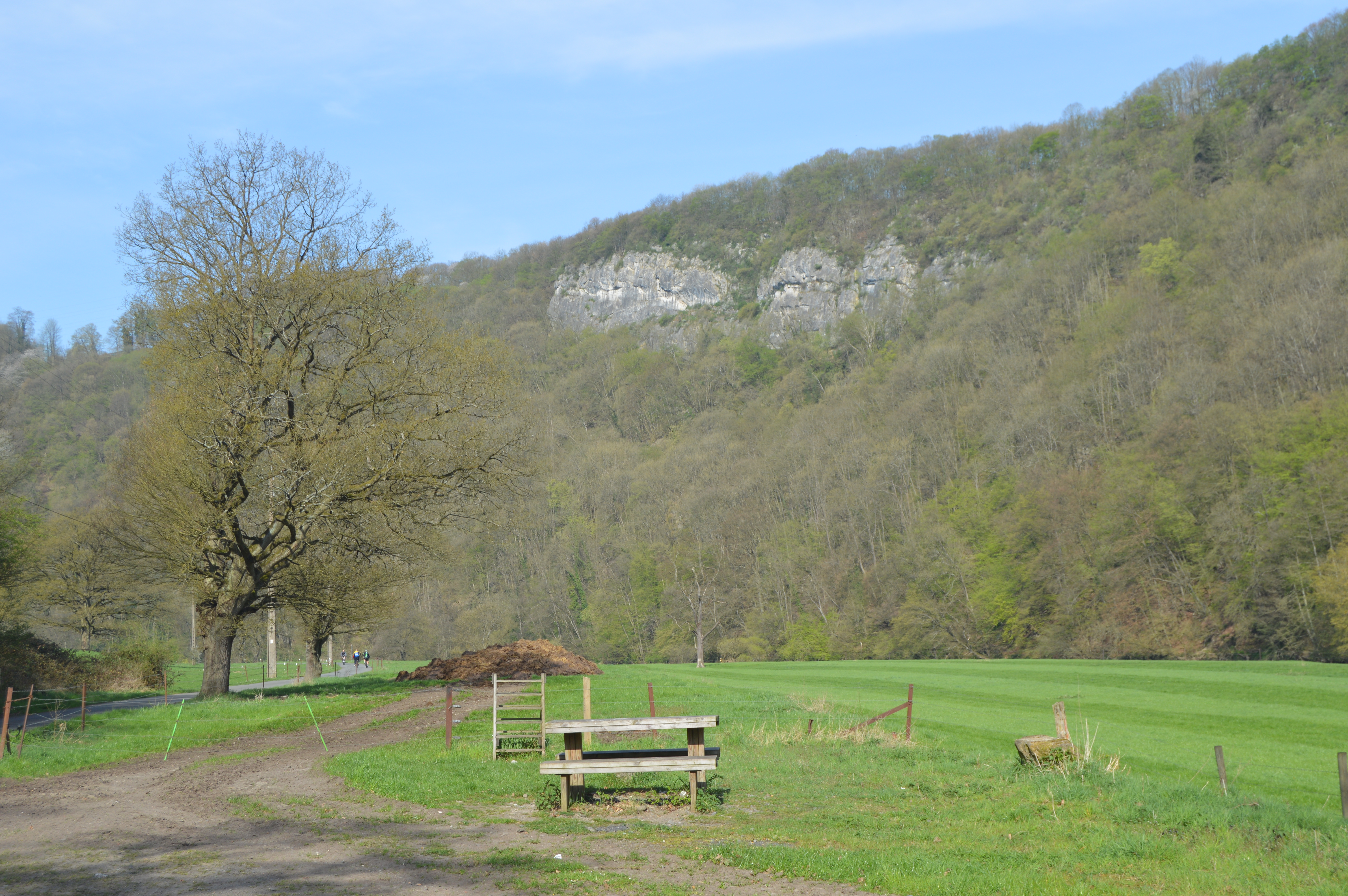
Vue des falaises calcaires de la Roche-aux-faucons prise depuis la vallée de l'Ourthe
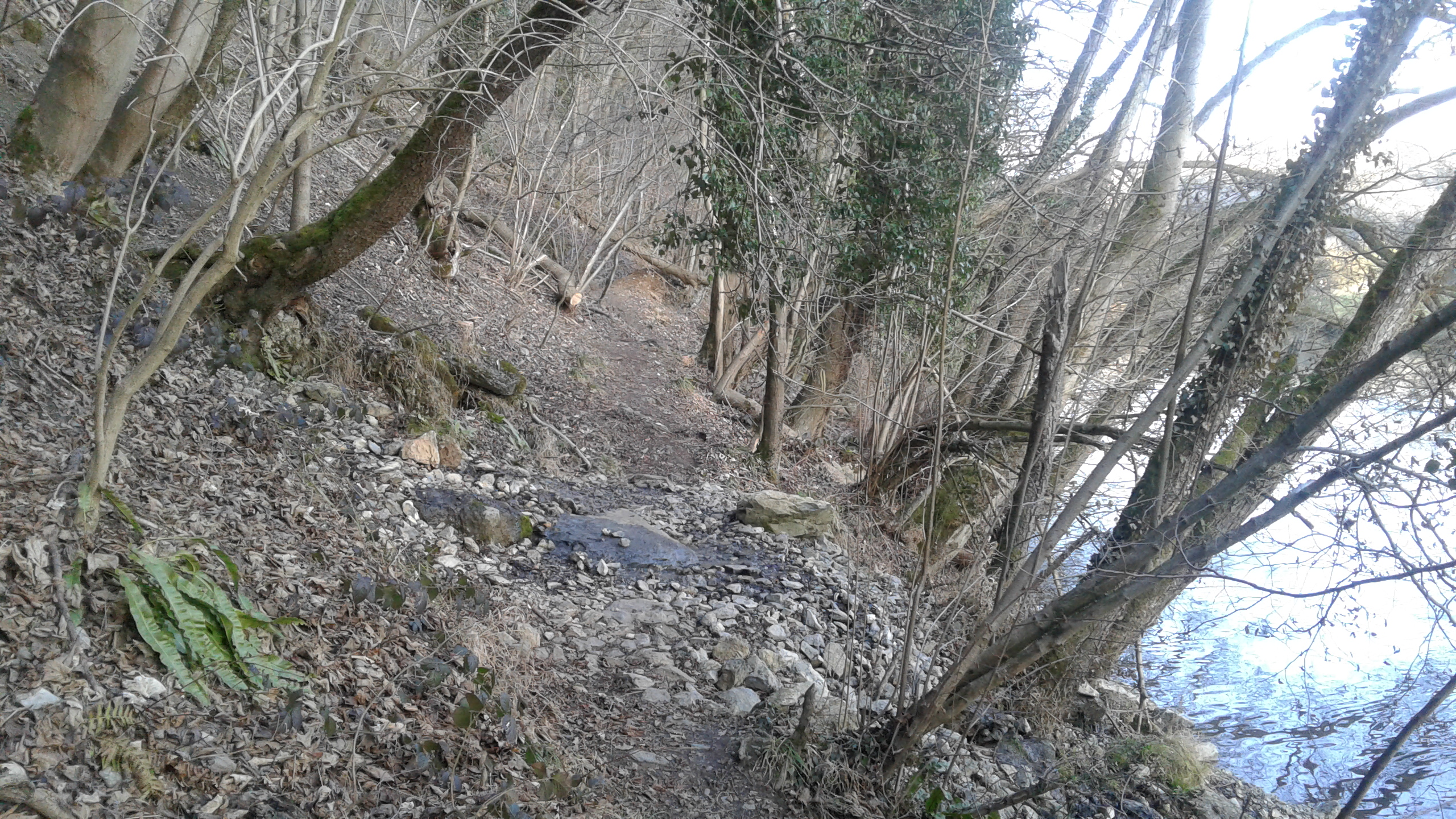
Résurgence de Fêchereux, au bord de l'Ourthe en contrebas de la Roche-aux-faucons
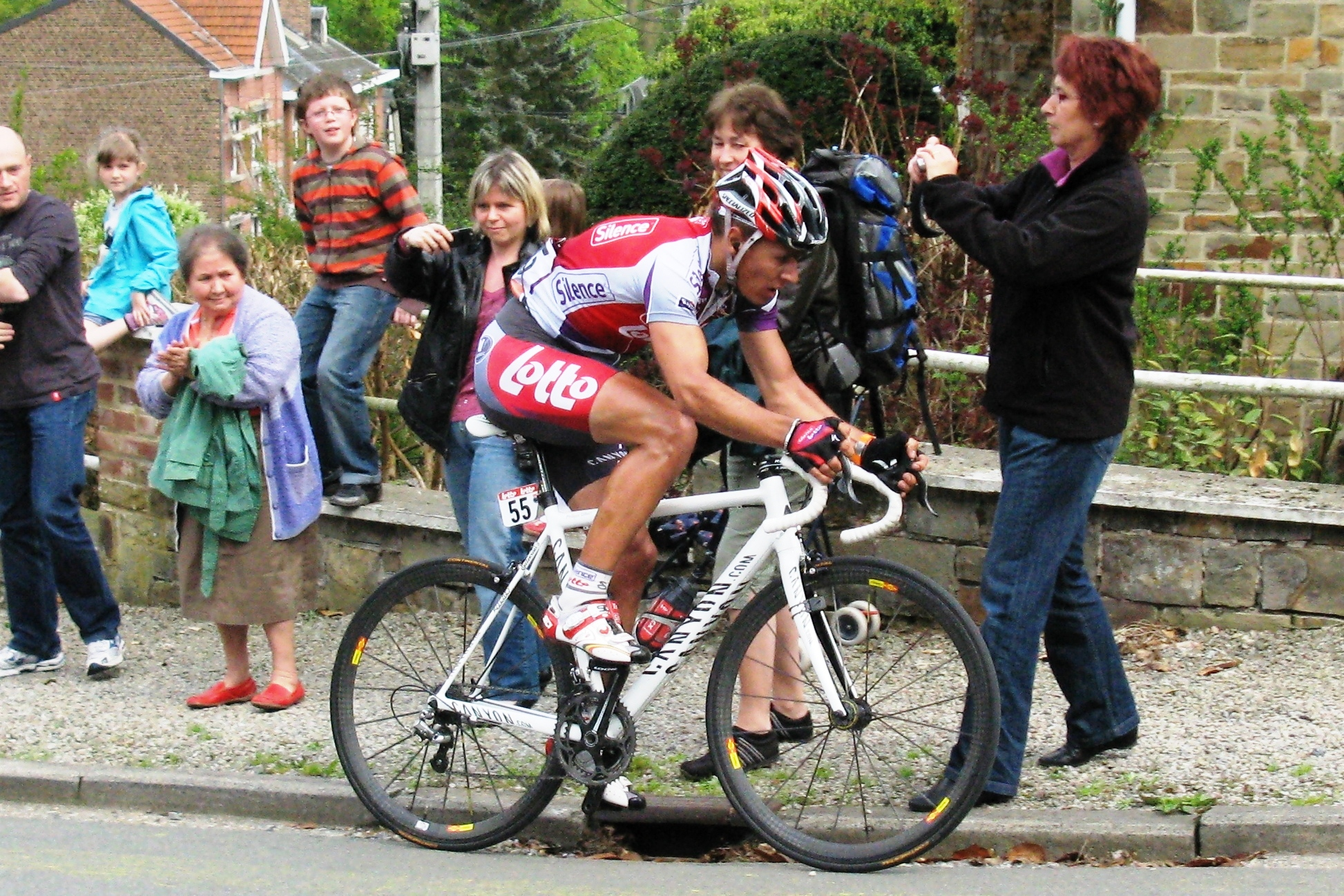
Philippe Gilbert dans la côte de la Roche-aux-faucons au niveau de Mery-haut, lors de Liège-Bastogne-Liège 2009

## Cyclisme
La côte de la Roche-aux-faucons est inscrite depuis 2008 au parcours de la course cycliste Liège-Bastogne-Liège avec une ascension de 1,6 km à 10 %. Plus courte que la côte du Sart-Tilman (entre Tilff et Boncelles) qu'elle remplace, elle est cependant plus pentue et la route est plus étroite. Débutant peu après le village de Méry, après être passé en rive gauche de l'Ourthe en provenance du plateau de Sprimont, la côte proprement dite débute après le passage du chemin de fer. Arrivé à Méry-haut, une légère montée de transition mène à Hony-haut, où démarre la partie la plus pentue et étroite de la côte. Passé le plateau abritant le village d'Avister, une dernière montée débute à proximité de la Roche-aux-faucons proprement dite, en direction de Boncelles sur la crête Ourthe-Meuse. Depuis 2019 et la délocalisation de l'arrivée de Ans à Liège, elle fait office de juge de paix en étant la dernière grosse difficulté avant la descente finale vers Liège. Cette côte fut également au programme de la 4e étape du Tour de France Femmes 2024.

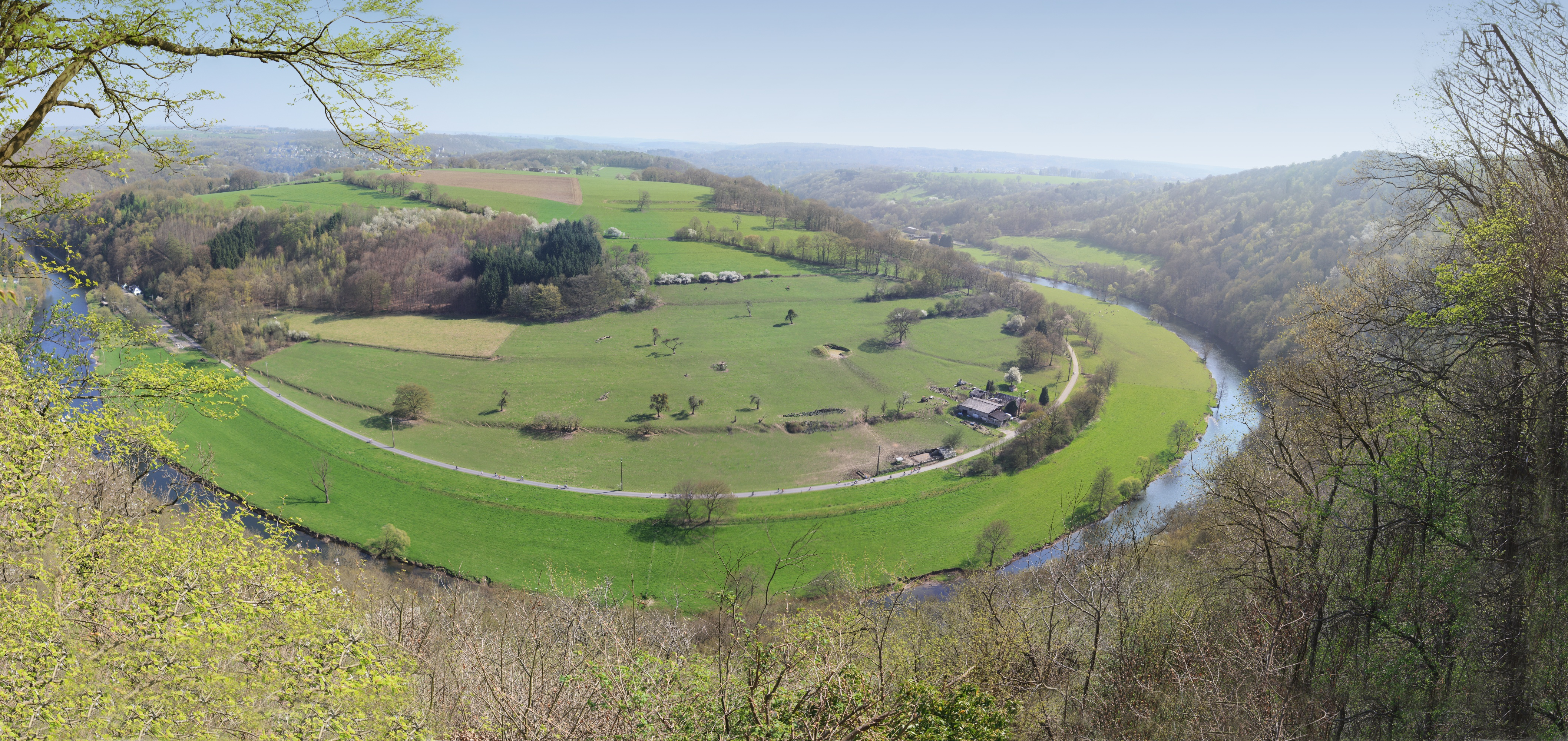
Vue panoramique du méandre de l'Ourthe, prise depuis la Roche-aux-faucons